# Алкиппа (дочь Ареса)
Алкиппа (др.-греч. Ἀλκίππη) — персонаж древнегреческой мифологии. Дочь Ареса и афинской царевны Аглавры. Её попытался изнасиловать Галиррофий сын Посейдона, но был убит Аресом на месте преступления.
Посейдон обвинил Ареса в убийстве сына и обратился к суду в составе 12 олимпийских богов. Однако суд олимпийцев оправдал действия Ареса, защищавшего честь дочери. Согласно «Паросской хронике» это произошло в 1531 году до н. э..
То место, где по легенде проходил суд над Аресом, получило название Ареопаг (др.-греч. Ἄρειος πάγος, дословно — «холм Ареса»). В Древней Греции Ареопаг имел функцию резиденции высшего органа власти, собрания суда и трибуналы проходили на этом холме, много веков, плоть до конца периода античных Афин.